# Tapentadolo
Il tapentadolo (commercializzato in Italia e in alcuni paesi europei come Palexia e Yantil, negli Stati Uniti come Nucynta) è un principio attivo appartenente alla categoria degli oppioidi, agonista forte dei recettori μ-oppioidi. Il tapentadolo è utilizzato come analgesico nei casi di dolore cronico. Trattandosi di un farmaco prodotto e commercializzato al pubblico, in Italia, nella sola versione a rilascio prolungato, il tapentadolo trova principale impiego nei pazienti che necessitano di terapia del dolore quotidianamente. Si sconsiglia, pertanto, l'assunzione sporadica o "al bisogno". In Italia è anche presente la soluzione orale di tapentadolo, impiegata per l'assunzione via orale, destinata però solo a ospedali e strutture ospedaliere.  
Il tapentadolo è sotto molto aspetti simile al tramadolo. Agisce da analgesico ad azione centrale come agonista del recettore μ-oppioide e anche come inibitore della ricaptazione della noradrenalina Mor-Nri. La dispensazione del farmaco avviene mediante la presentazione in farmacia di una ricetta non ripetibile, che sarà poi trattenuta per 2 anni a norma di legge. In Italia il farmaco è soggetto alla disciplina del D.P.R. n. 309/1990 Tabella sezione D - Allegato III-bis.  
Come tutti i farmaci a base di oppioidi, anche il tapentadolo è soggetto ad abusi da parte di pazienti tossicodipendenti. Tuttavia, la particolare azione del tapentadolo scaturisce nei tossicodipendenti degli effetti stupefacenti leggermente diversi e molto meno potenti da quelli di altri oppioidi agonisti puri, come l'ossicodone o la morfina.

## Farmacodinamica
Il tapentadolo cloridrato è un medicamento analgesico centrale con due fondamentali meccanismi di azione: agonista dei recettori μ e inibitore della ricaptazione della noradrenalina. È un oppioide di potenza simile alla morfina e all'ossicodone. 
Dagli studi clinici il tapentadolo è risultato efficace su diverse tipologie di dolore: il dolore nocicettivo, viscerale, infiammatorio e neuropatico.

## Farmacocinetica
L'assorbimento del farmaco dopo somministrazione orale è rapido e raggiunge un massimo dopo 1,25 ore dopo l'assunzione. Il farmaco circola prevalentemente sotto forma di metaboliti coniugati, più precisamente glucoroconiugazione.
L'escrezione è parimenti rapida e completa e avviene quasi esclusivamente per via renale (95% entro le 24 ore).
La contemporanea somministrazione di acetaminofene, naproxene o acido acetilsalicilico non determina significative alterazioni delle concentrazioni del tapentadolo, pertanto non è necessario alcun aggiustamento posologico con la somministrazione concomitante di queste molecole utilizzate anch'esse nella terapia del dolore.

## Usi clinici
Il farmaco è attualmente approvato per il trattamento del dolore acuto e cronico, di intensità da moderata a severa, sia negli Stati Uniti sia in Europa.
L'efficacia del tapentadolo è stata studiata anche in soggetti affetti da polineuropatia diabetica periferica: anche in questo sottogruppo di pazienti il farmaco è risultato efficace e ben tollerato al dosaggio variabile dai 100 ai 250 mg bid (due volte al dì).
Il tapentadolo si è dimostrato molto utile anche nel dolore neuropatico.
Allo stato attuale non sono disponibili sufficienti dati per valutarne l'efficacia né la posologia nel trattamento del dolore neoplastico. Pertanto, per ora, è stato stabilito che non ci sono sufficienti elementi su cui basare qualsiasi tipo di raccomandazione in questo senso.
Il tapentadolo non sembra prolungare l'intervallo QT e quindi non espone a pericolose aritmie ventricolari. La molecola, al dosaggio di 150 mg per due volte al giorno, ha un'efficacia simile a quella dell'ossicodone al dosaggio di 30 mg per due volte al giorno (tapentadolo cloridrato 50 mg a rilascio immediato per via orale sembra essere efficace quanto ossicodone cloridrato 10 mg a rilascio immediato per via orale).

## Effetti collaterali e indesiderati e speciali avvertenze
| Tipi di reazioni             | Comuni (>1/100, <1/10)                                                                                       | Non comuni (>1/1 000, <1/100) | Rare (>1/10 000, <1/1 000)             | Molto rare (<1/10 000) | Frequenza non nota |
| ---------------------------- | --- | --- | -------------------------------------- | ---------------------- | ------------------ |
| Disturbi del sistema nervoso | - Cefalea - Vertigine - Sonnolenza - Tremore - Contrazioni muscolari involontarie - Disturbi dell'attenzione | - Diminuzione della memoria - Riduzione capacità mentali - Sincope - Euforia - Sedazione - Disartria - Parestesie - Ipoestesia - Atassia (disequilibrio) | - Convulsioni - Alterata coordinazione |                        |                    |
| Disturbi gastrointestinali   | - Nausea(1) - Vomito(1) - Stipsi - Diarrea - Dispepsia                                                       | - Dolore addominale | - Rallentato svuotamento gastrico      |                        |                    |

(1) verosimilmente da stimolazione diretta della Chemioreceptor Trigger Zone (CTZ). Il tapentadolo condivide la maggior parte degli effetti collaterali delle altre sostanze oppioidi e la frequenza degli stessi è paragonabile o significativamente ridotta se confrontato con l'ossicodone.
Come la morfina il tapentadolo può provocare depressione respiratoria. Il rischio di sviluppo di sintomi da astinenza, a seguito di sospensione improvvisa dell'assunzione, sembra essere basso. È stato segnalato il rischio di idee suicide e di tentato suicidio: tuttavia non è chiaro in che misura questo rischio sia direttamente correlato con la situazione base del paziente caratterizzata dal dolore cronico.
Nei soggetti in terapia con inibitori della monoammino ossidasi (MAO) o che li hanno assunti negli ultimi 14 giorni, va evitato il trattamento con tapentadolo, in quanto (a causa di potenziali effetti additivi sulle concentrazioni sinaptiche di noradrenalina) possono comportare eventi avversi cardiovascolari, come ad esempio crisi ipertensive.
In riferimento alle dosi raccomandate di tapentadolo a rilascio prolungato, sono stati segnalati casi di sindrome serotoninergica, in particolare quando utilizzato in combinazione con altri farmaci serotoninergici come gli inibitori della ricaptazione della serotonina. Sintomi della sindrome serotoninergica possono essere, per esempio, confusione, agitazione, febbre, sudorazione, atassia, iperriflessia, mioclono e diarrea.

## Abuso potenziale
Il tapentadolo è un agonista dei recettori μ oppioidi. Questo e altri farmaci che condividono tale meccanismo di azione possono essere ricercati da soggetti tossicodipendenti e persone con disturbi di dipendenza. Questo aspetto deve essere considerato dal medico e dal farmacista in fase di prescrizione o dispensazione, in particolare per il rischio di uso improprio e abuso.
Tutti i pazienti che vengono trattati con oppioidi μ-agonisti richiedono un attento monitoraggio per svelarne eventuali segni di abuso e dipendenza. Il tapentadolo può essere utilizzato abusivamente da soggetti tossicodipendenti, schiacciandone le compresse, masticandole, sniffandone la polvere ricavata dalle compresse o diluendo il prodotto e quindi procedendone alla sua iniezione endovenosa. Tutte queste pratiche rappresentano un rischio significativamente elevato per l'abusante, in quanto potenzialmente in grado di provocarne overdose e morte.
Il Department of Justice Drug Enforcement Administration Office of Diversion Control (DEA) statunitense ha collocato il tapentadolo nella schedule II, la stessa categoria di sostanze stupefacenti più potenti e spesso abusate, come la morfina, l'ossicodone, il fentanil, l'idromorfone, la buprenorfina, la codeina e il tramadolo.